# 尖囊兰属
尖囊兰属（学名：Kingidium）是兰科下的一个属，为附生兰。该属共有5种，分布于亚洲热带地区。
近年有學者主張把本屬歸入蝴蝶蘭屬。